# Ипнопови
Ипноповите (Ipnopidae) са семейство актиноптери от разред Аулопообразни (Aulopiformes).
Таксонът е описан за пръв път от Тиъдър Гил през 1884 година.

## Родове
- Bathymicrops
- Bathypterois
- Bathytyphlops
- Ipnops